# Verein für musikalische Privataufführungen
Der im November 1918 in Mödling bei Wien gegründete und 1921 wieder aufgelöste Verein für musikalische Privataufführungen ging auf eine Initiative des österreichischen Komponisten Arnold Schönberg zurück.
Ziel des Vereines war es, „Künstlern und Kunstfreunden eine wirkliche und genaue Kenntnis moderner Musik zu verschaffen“. Dies sollte im Rahmen nicht-öffentlicher Konzerte, nur vor zahlenden Vereinsmitgliedern, stattfinden. Schönberg selbst übernahm Präsidentschaft und Programmauswahl, unterstützt von einem 19-köpfigen Vorstand aus dem Kreis seiner Freunde und Schüler. Eine wichtige Intention des bald auch als „Schönberg-Verein“ bekannten Unternehmens war es, missliebige Pressevertreter von Aufführungen fernzuhalten (Konzerte und Uraufführungen der vorangegangenen Jahre endeten mehrfach als Skandale mit entsprechenden Zeitungskritiken, besonders berühmt wurde das von Schönberg geleitete Skandal- oder Watschenkonzert vom 31. März 1913). So blieben, geregelt in umfangreichen Statuten, nicht nur Beifalls- und Missfallenskundgebungen, sondern auch Pressebesprechungen untersagt. Zur Gewährleistung eines gleichmäßigen Besuches wurden Programme vorher nicht bekanntgegeben. Die Programme wurden intensiv geprobt und aus didaktischen Gründen oft mehrfach wiederholt. 
In den 3 Jahren des Bestehens fanden 117 Konzerte statt, bei denen 154 zeitgenössische Kompositionen aufgeführt wurden. Proben und Konzerte erfolgten u. a. im Wiener Konzerthaus, Wiener Musikverein oder dem 1892/93 in der Johannesgasse 4, Wien-Innere Stadt, erbauten, am 29. Mai 1893 von Kaiser Franz Joseph I. eröffneten Festsaal des 1819 gegründeten Kaufmännischen Vereins.
Zu den aufgeführten Komponisten zählten beispielsweise Gustav Mahler, Richard Strauss, Ferruccio Busoni, Max Reger, Claude Debussy, Erik Satie, Igor Strawinsky, Erich Wolfgang Korngold und Anton Webern. Erst 1920 wurde auch ein eigenes Werk Schönbergs ins Programm genommen. Die Ausführenden waren überwiegend Schönberg-Schüler. Da kein Orchester zur Verfügung stand, wurden teilweise eigens Bearbeitungen für Kammermusikensemble erstellt, beispielsweise von Schönbergs Fünf Orchesterstücken op. 16, Bruckners 7. Sinfonie, Mahlers 4. Sinfonie oder Debussys Prélude à l’après-midi d’un faune.
Bevor der Verein im Dezember 1921 wegen Geldmangels infolge der Inflation in Österreich aufgelöst werden musste, versuchte Schönberg noch durch einen Außerordentlichen Abend Geld aufzutreiben: Am 27. Mai 1921 fand ein Konzert mit vier Walzern von Johann Strauss Sohn statt, die von Arnold Schönberg („Rosen aus dem Süden“, „Lagunen-Walzer“), Alban Berg („Wein, Weib und Gesang“) und Anton von Webern („Schatz-Walzer“ aus Der Zigeunerbaron) für Streichquartett, Klavier und Harmonium arrangiert wurden, die Autographe wurden im Anschluss versteigert. 
Der mit Schönberg und Alban Berg eng verbundene Paul Pella gründete in seiner neuen Aachener Wirkungsstätte zusammen mit dem dortigen GMD Peter Raabe 1927 einen ähnlich strukturierten Verein zur Pflege Neuer Musik, denn auch dieses Konzept sah vor, die Öffentlichkeit bei den Konzerten des Vereins auszuschließen. Dieser Grundsatz wurde aber bereits 1928 aufgegeben.